# Металлаккорд
«Металлаккорд» — советская хеви-метал-группа, основана в 1985 году гитаристом Сергеем Мавриным после ухода из группы «Чёрный кофе».

## История
Изначально «Металлаккорд» работал от Гурьевской филармонии в Казахстане, так как это давало музыкантам возможность обкатывать собственный репертуар. Вернувшись в Москву, группа в первоначальном составе дала единственный концерт, после которого Сергей Маврин и Максим Удалов были приглашены играть в «Арию». После этого группа просуществовала ещё год под этим названием, записала альбом и распалась.
В 1998 году Сергей Маврин основал свою новую группу «Маврик», в дальнейшем — «Маврин».

## Последний состав
- Дмитрий Ремишевский — вокал (1986—1987) †
- Роман Лебедев — гитара (1986—1987)
- Олег Белов — гитара (1986—1987)
- Владимир Иванов — бас-гитара (1985-1987)
- Владимир Володин — барабаны (1986-1987)

## Бывшие участники
- Алексей Ляхов — ударные (1985)
- Игорь Козлов — вокал (1985—1986)
- Сергей Маврин — гитара (1985—1986)
- Александр Никулаев — бас-гитара (1986)
- Максим Удалов — ударные (1986)

## Дискография

### Студийные альбомы
- 1987: Злой рок

### В сборниках
- 1987: Рок-панорама-87